# Number24
《number24》(넘버 투윈티포)는 일본의 애니메이션이다. 2020년 1월 8일부터 4월 15일까지 방영되었다.
럭비를 소재로 한 오리지널 애니메이션 작품으로서 과거의 팀메이트와 칸사이 대학 럭비의 리그전이 그려진다.